# Primary Flight Display

Esempio di una schermata di un primary flight display.

Un Primary Flight Display (PFD) (in italiano schermo primario di navigazione) è un moderno strumento di bordo dedicato a visualizzare informazioni base di volo (assetto, velocità, altitudine, rateo di salita, direzione) e sullo stato dell'autopilota (inclusa automanetta e flight director).
È tra i componenti principali del cosiddetto glass cockpit. 
Esso rappresenta tramite un display, similmente agli schermi digitali multifunzione (MFD), i parametri di volo mostrati precedentemente dai vecchi strumenti analogici con indicatori meccanici. In questo modo i parametri sono combinati in un unico, compatto, schermo, semplificando il carico di lavoro del pilota e l'affollamento di informazioni nel cockpit. L'obiettivo principale e quello di aumentare la situational awareness dei piloti.
La maggior parte degli aerei da trasporto costruiti a partire dagli anni ottanta, così come molti business jet ed un numero sempre crescente di velivoli di aviazione generale di nuova costruzione, sono dotati di un glass cockpit e conseguentemente equipaggiati di schermi PFD ed MFD.

## Componenti
I sensori e le sonde del velivolo misurano le grandezze fisiche quali pressione statica, pressione dinamica, temperatura, angolo d'attacco, e trasmettono, in forma digitale, le quantità misurate ad un apposito computer (l'Air Data Computer). Questo processa i parametri in ingresso ricavando le necessarie informazioni circa velocità ed assetto che, mediante un'apposita interfaccia (il symbol generator), sono inviate agli schermi di navigazione.
Gli schermi PFD sono considerati sistemi critici, dovendo perciò sottostare a specifiche normative imposte dagli enti regolatori. In particolare, secondo le direttive FAA, essi devono avere:
- una dimensione congrua che renda semplice al pilota leggere le informazioni;
- una sufficiente risoluzione orizzontale e verticale;
- una sufficiente luminosità variabile sia automaticamente che manualmente dal pilota. I display devono essere leggibili in diverse condizioni di luce, incluso pieno sole e buio totale;
- un adeguato contrasto e cromaticità
- caratteristiche real-time

In caso di avaria dei display, o perdita totale del sistema elettrico, sono presenti in cockpit anche dei tradizionali strumenti meccanici o elettrici di riserva che per maggior sicurezza, prendono le informazioni e l'alimentazione elettrica da impianti completamente separati da quelli principali. Essi vengono chiamati strumenti standby o di backup.

## Disposizione grafica

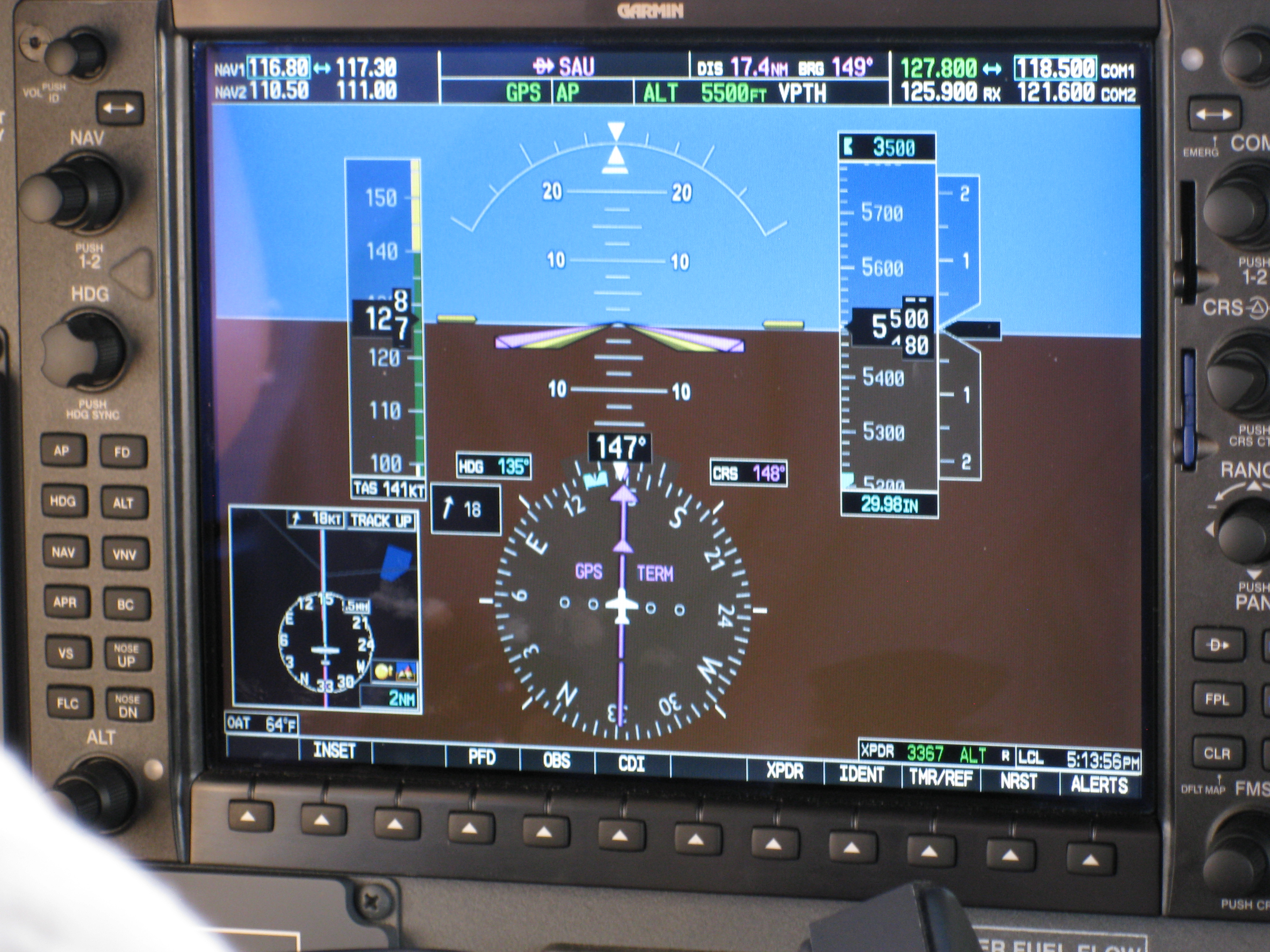
Un Primary Flight Display di un glass cockpit Garmin G1000

La disposizione delle informazioni presentate su uno schermo primario di navigazione possono variare a seconda del modello di aeroplano, del costruttore, o anche a seconda delle preferenze del pilota o dello standard di compagnia. Nella vasta maggioranza dei casi, però, i PFD seguono le seguenti linee guida comuni.
Il centro dello schermo è generalmente occupato dall'indicatore d'assetto, che fornisce al pilota le indicazioni di rollio e beccheggio relativamente all'orizzonte. A differenza di uno strumento tradizionale, il meccanismo giroscopico non è contenuto all'interno del pannello, ma in un componente separato che invia le informazioni in formato digitale al sistema grafico del PFD che le rappresenta con un aspetto simile agli orizzonti artificiali analogici.
Altre informazioni che possono apparire sull'indicatore d'assetto sono l'angolo di stallo aerodinamico, la rappresentazione schematica della pista, il sentiero di discesa ILS e così via. A differenza della strumentazione meccanica, queste informazioni possono essere aggiornate quando necessario. L'angolo di stallo, infatti, viene calcolato in tempo reale a seconda della configurazione del velivolo, della velocità di volo ed altri parametri. Il PFD può anche mostrare l'andamento tendenziale (dei prossimi secondi) dei parametri di volo calcolati dal computer di bordo, aiutando il pilota ad anticipare le reazioni dell'aeroplano.
A sinistra e a destra dell'indicatore d'assetto sono in genere poste rispettivamente le indicazioni della velocità indicata e altitudine. Entrambe sono rappresentate da indicatori a "nastro", che scorrono su e giù a seconda delle variazioni di velocità ed altitudine. Questi indicatori hanno anche evidenziati dei valori di riferimento (bug) che mostrano altitudini e velocità critiche tipo la velocità di rotazione calcolata dal flight Management System, o la velocità limite da non superare a seconda della configurazione corrente, la velocità di stallo, l'altitudine e le velocità selezionate per l'autopilota e così via.
La velocità variometrica, generalmente mostrata vicino all'altimetro, indica al pilota la velocità verticale o, il che è lo stesso, la variazione di quota nel tempo. In genere sono indicate in qualche multiplo di "piedi per minuto". Per esempio, negli Airbus A320 un "+10" sullo schermo vuol dire una salita di 1000 piedi al minuto, mentre un "-5" una discesa di 500 piedi per minuto. Possono essere presenti anche indicatori o barre che danno una informazione qualitativa sulla direzione ed ampiezza del movimento verticale.
Nella parte bassa del PFD compare l'indicazione della prua magnetica del velivolo, come una bussola convenzionale. A volte, nella stessa zona, compaiono anche le indicazioni della rotta vera oltre alla prua selezionata per l'autopilota.
Nello stesso schermo possono trovar posto molte altre informazioni tra cui: stato dei radiofari di navigazione, indicazioni relative al sentiero ILS, visione sintetica del terreno, misuratore della forza G, indicatori di trim e flap.